# 佐賀県の灯台一覧
佐賀県の灯台一覧（さがけんのとうだいいちらん）は、佐賀県にある灯台及び、照射灯、灯標などの光波標識をまとめた一覧である。

## 灯台
- 臼島灯台 佐賀県唐津市（臼島）
- 加唐島灯台 佐賀県唐津市（加唐島）
- 呼子平瀬灯台 佐賀県唐津市（平瀬）
- 広江港口灯台 佐賀県佐賀市（早津江川口西灯台の西北西方約5.2キロメートル）
- 女瀬鼻灯台 佐賀県唐津市（女瀬鼻）
- 神集島港宮埼灯台 佐賀県唐津市（神集島宮埼）
- 早津江川口西灯台 佐賀県佐賀市（早津江川口西側）
- 鷹島灯台 佐賀県唐津市（鷹島）
- 値賀埼灯台 佐賀県東松浦郡玄海町（値賀埼）
- 唐津港大島灯台 佐賀県唐津港（大島）
- 波戸岬灯台 佐賀県唐津市（波戸岬）
- 肥前宮埼灯台 佐賀県唐津市（宮埼）
- 肥前馬渡島灯台 佐賀県唐津市（馬渡島）
- 肥前立石埼灯台 佐賀県唐津市（加部島立石埼）
- 夜灯鼻灯台 佐賀県藤津郡太良町（竹崎島夜灯鼻）

## 防波堤灯台
- 伊万里港浦ノ崎防波堤灯台 佐賀県伊万里港（浦ノ崎防波堤外端）
- 伊万里港釘島防波堤灯台 佐賀県伊万里港（釘島防波堤外端）
- 加唐島港西防波堤灯台 佐賀県唐津市（加唐島港西防波堤外端）
- 加部島港加部島防波堤東灯台 佐賀県唐津市（加部島港加部島防波堤南東端）
- 呼子港加部島防波堤灯台 佐賀県呼子港（加部島防波堤外端）
- 呼子港中防波堤南灯台 佐賀県呼子港（中防波堤南端）
- 呼子港南防波堤灯台 佐賀県呼子港（南防波堤外端）
- 呼子港波戸防波堤灯台 佐賀県呼子港（波戸防波堤外端）
- 呼子港北防波堤灯台 佐賀県呼子港（北防波堤外端）
- 呼子港名護屋B防波堤灯台 佐賀県呼子港（名護屋B防波堤外端）
- 呼子港名護屋防波堤灯台 佐賀県呼子港（名護屋防波堤外端）
- 高串港沖防波堤北灯台 佐賀県唐津市（高串港沖防波堤北端）
- 高串港南防波堤灯台 佐賀県唐津市（高串港南防波堤外端）
- 高串港北堤防波堤灯台 佐賀県唐津市（高串港北堤防波堤外端）
- 小川島港西防波堤灯台 佐賀県唐津市（小川島港西防波堤外端）
- 小川島港西防波堤灯台 佐賀県唐津市（小川島港西防波堤外端）
- 神集島港防波堤灯台 佐賀県唐津市（神集島港防波堤外端）
- 神集島港防波堤灯台 佐賀県唐津市（神集島港防波堤外端）
- 竹崎港西防波堤灯台 佐賀県藤津郡太良町（竹崎港西防波堤外端）
- 唐津港高島西防波堤灯台 佐賀県唐津港（高島西防波堤外端）
- 唐津港西港大島防波堤灯台 佐賀県唐津港（大島防波堤外端）
- 唐津港西港東防波堤西灯台 佐賀県唐津港（西港東防波堤西端）
- 唐津港西港東防波堤東灯台 佐賀県唐津港（西港東防波堤東端）
- 唐津港唐房2号防波堤灯台 佐賀県唐津港（唐房漁港2号防波堤外端）
- 唐津港唐房東防波堤灯台 佐賀県唐津港（唐房漁港東防波堤外端）
- 唐津港東港西防波堤灯台 佐賀県唐津港（東港西防波堤南東端）
- 唐津港東港東防波堤灯台 佐賀県唐津港（東港東防波堤外端）
- 唐房港東防波堤灯台 佐賀県唐津港（唐房港東防波堤外端）
- 道越港竹崎西側2号防波堤東灯台 佐賀県藤津郡太良町（道越港竹崎西側2号防波堤東端）
- 道越港南防波堤灯台 佐賀県藤津郡太良町（道越港南防波堤外端）
- 波多津港西防波堤灯台 佐賀県伊万里市（波多津港西防波堤外端）
- 肥前馬渡島港南防波堤灯台 佐賀県唐津市（馬渡島港南防波堤外端）
- 湊浜港1号防波堤灯台 佐賀県唐津市（湊浜港1号防波堤外端）
- 湊浜港第1号防波堤灯台 佐賀県唐津市（湊浜港第1号防波堤外端）
- 野崎港1号防波堤灯台 佐賀県藤津郡太良町（野崎港1号防波堤外端）

## 照射灯
- 加唐島2目瀬照射灯 佐賀県唐津市（加唐島）
- 鶴瀬照射灯 佐賀県藤津郡太良町（夜灯鼻灯台の北方約1.2キロメートル）

## 灯標
- 沖ノ神瀬灯標 箱崎（佐賀県鹿島市）の東北東方約5.4キロメートル
- 沖ノ端灯標 早津江川口西灯台（佐賀県佐賀郡川添町）の東南東方約3.4キロメートル
- 亀瀬灯標 夜灯鼻灯台（佐賀県藤津郡太良町）の北北西方約3.4キロメートル
- 住ノ江港第1号灯標 佐賀県住ノ江港（広江港口灯台の西北西方約4.4キロメートル）
- 住ノ江港第2号灯標 佐賀県住ノ江港（広江港口灯台の西北西方約4.4キロメートル）
- 住ノ江港第4号灯標 佐賀県住ノ江港（広江港口灯台の西北西方約6.3キロメートル）
- 住ノ江川口第3号灯標 佐賀県住ノ江港内（広江港口灯台の西北西方約4.4キロメートル）
- 住ノ江川口第4号灯標 佐賀県住ノ江港内（広江港口灯台の西北西方約4.4キロメートル）
- 住ノ江川口第6号灯標 佐賀県住ノ江港内（広江港口灯台の西北西方約6.3キロメートル）
- 早津江川口灯標 早津江川口西灯台（佐賀県佐賀市）の南西方約1.8キロメートル
- 肥前赤瀬灯標 肥前向島灯台（佐賀県唐津市）の南南東方約1.4キロメートル

## 灯浮標
- 住ノ江港灯浮標 広江港口灯台（佐賀県佐賀市）の南南西方約6.1キロメートル
- 唐津港西港第2号灯浮標 唐津港大島灯台（佐賀県唐津市）の北北西方約1.1キロメートル
- 唐津港西港第4号灯浮標 佐賀県唐津港内（唐津港大島灯台の西北西方約1.3キロメートル）
- 唐津港西港第6号灯浮標 佐賀県唐津港内（唐津港大島灯台の西南西方約930メートル）
- 唐津西港第2号灯浮標 唐津大島灯台（佐賀県唐津市）の北北西方約1.1キロメートル
- 唐津西港第4号灯浮標 佐賀県唐津港内（唐津大島灯台の西北西方約1.3キロメートル）
- 唐津西港第6号灯浮標 佐賀県唐津港内（唐津大島灯台の西南西方約930メートル）
- 日比水道北曽根灯浮標 肥前向島灯台（佐賀県唐津市）の南南西方約1.9キロメートル
- 波戸岬沖灯浮標 波戸岬灯台（佐賀県唐津市）の西北西方約620メートル
- 木瀬灯浮標 肥前向島灯台（佐賀県唐津市）の南東方約1.6キロメートル

## 浮標灯
- 呼子港波戸沖海洋牧場浮標灯 佐賀県呼子港（波戸岬灯台の東南東方約1.4キロメートル）

## 導灯
- 住ノ江港導灯（前灯） 佐賀県杵島郡白石町（広江港口灯台の西南西方約5.2キロメートル）
- 住ノ江港導灯（後灯） 佐賀県杵島郡白石町（前灯の北北西方約350メートル）

## 橋梁灯
- 呼子大橋橋梁灯（L1灯） 佐賀県呼子港（呼子大橋西側面左側端）
- 呼子大橋橋梁灯（L2灯） 佐賀県呼子港（呼子大橋東側面左側端）
- 呼子大橋橋梁灯（R1灯） 呼子大橋橋梁灯（L1灯）の南南東方約150メートル
- 呼子大橋橋梁灯（R2灯） 呼子大橋橋梁灯（L2灯）の南南東方約150メートル

## シーバース灯
- 伊万里湾九州液化瓦斯外航Aシーバース灯 伊万里港浦ノ崎防波堤灯台（佐賀県伊万里市）の北東方約1.9キロメートル
- 伊万里湾九州液化瓦斯内航Bシーバース灯 伊万里港浦ノ崎防波堤灯台（佐賀県伊万里市）の北東方約1.8キロメートル
- 伊万里湾九州液化瓦斯内航Cシーバース灯 伊万里港浦ノ崎防波堤灯台（佐賀県伊万里市）の北東方約1.9キロメートル

## 施設灯
- 佐賀空港進入灯台1号施設灯 広江港口灯台（佐賀県佐賀市）の南南東方約1.8キロメートル
- 佐賀空港進入灯台2号施設灯 広江港口灯台（佐賀県佐賀市）の南南東方約1.7キロメートル